# 大石桥站 (郑州)
大石桥站是郑州地铁3号线和7号线的地铁换乘站，位于中华人民共和国河南省郑州市金水区大石桥立交桥东北角，3号线车站于2020年12月26日投入运营，7号线车站于2024年12月29日投入运营。

## 车站结构
大石桥站分为3号线车站和7号线车站两部分，3号线车站的主体结构位于大石桥立交桥以北的南阳路东侧地下，呈西北-东南向布置，为地下二层车站。7号线车站的主体结构位于3号线车站东北侧的石桥东里与南阳路交叉口东侧，沿石桥东里呈东北-西南向布置，为地下三层车站，主体结构外包长度约176.29m，标准段宽23.3m，站台宽14m。两座车站呈“T”形交叉。

### 车站楼层
大石桥站的3号线车站为地下二层车站，B1层为站厅层，B2层为站台层；7号线车站为地下三层车站，B1层为站厅层，B2层为设备层，B3层为站台层。两站站厅互相连通，站台通过换乘节点连通，车站详细楼层信息如下所示。

#### 3号线车站楼层
| 1F  | 地面     | A-C出入口                                                                         | A-C出入口                                                                         | A-C出入口                                                                         |
| B1F | 站厅     | 客服中心、自动售票机、行李检查、闸机、车站控制室、卫生间、母婴室 连通 █ 7号线站厅 | 客服中心、自动售票机、行李检查、闸机、车站控制室、卫生间、母婴室 连通 █ 7号线站厅 | 客服中心、自动售票机、行李检查、闸机、车站控制室、卫生间、母婴室 连通 █ 7号线站厅 |
| B2F | █ 3号线  | 往省体育中心方向（海滩寺）                                                        | 往省体育中心方向（海滩寺）                                                        | 往省体育中心方向（海滩寺）                                                        |
| B2F | 岛式站台 | 卫生间                                                                            | 至站厅 至 █ 7号线站台                                                             |                                                                                   |
| B2F | █ 3号线  | 往滨河新城南方向（人民公园）                                                      | 往滨河新城南方向（人民公园）                                                      | 往滨河新城南方向（人民公园）                                                      |

#### 7号线车站楼层
| 1F  | 地面     | E-F出入口                                                         | E-F出入口                                                         | E-F出入口                                                         |
| B1F | 站厅     | 客服中心、自动售票机、行李检查、闸机、车站控制室 连通 █ 3号线站厅 | 客服中心、自动售票机、行李检查、闸机、车站控制室 连通 █ 3号线站厅 | 客服中心、自动售票机、行李检查、闸机、车站控制室 连通 █ 3号线站厅 |
| B2F | 设备层   | 车站设备                                                          | 车站设备                                                          | 车站设备                                                          |
| B3F | █ 7号线  | 往东赵方向（郑州人民医院）                                        | 往东赵方向（郑州人民医院）                                        | 往东赵方向（郑州人民医院）                                        |
| B3F | 岛式站台 | 卫生间                                                            | 至站厅                                                            | 至 █ 3号线站台                                                    |
| B3F | █ 7号线  | 往南岗刘方向（郑大一附院）                                        | 往南岗刘方向（郑大一附院）                                        | 往南岗刘方向（郑大一附院）                                        |

### 站厅
大石桥站的3号线车站和7号线车站各设一座站厅，设有客服中心、自动售票机、行李检查、车站控制室等设施，站厅由闸机和栏杆分隔为付费区和非付费区，付费区位于3号线站厅的东部和7号线站厅的南部，7号线站厅的西端与3号线站厅连通，付费区和非付费区均互相连接。两座站厅的付费区内均设有自动扶梯、步梯和无障碍电梯，连接对应的站台。在3号线站厅近A口通道处设有卫生间。

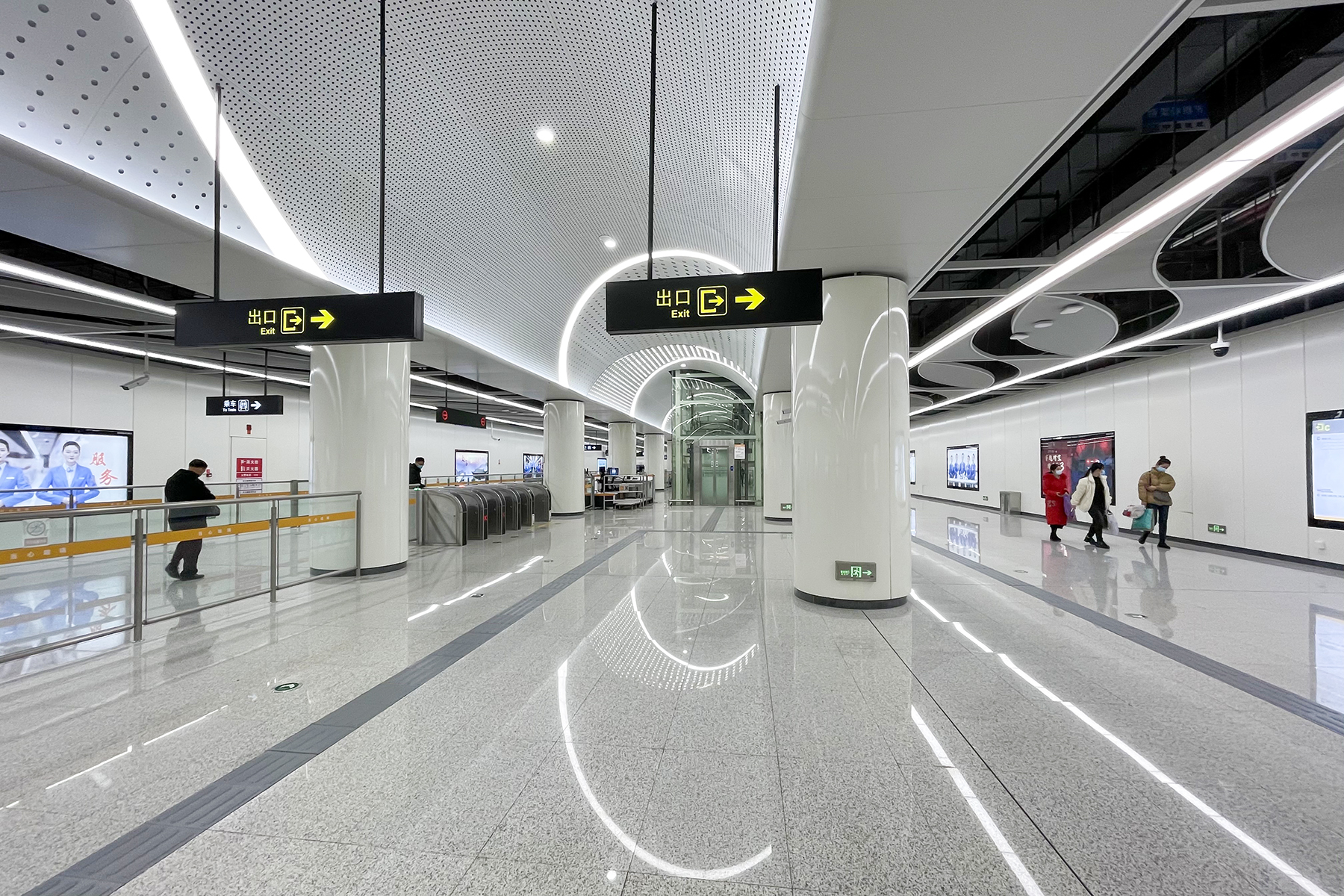
3号线站厅
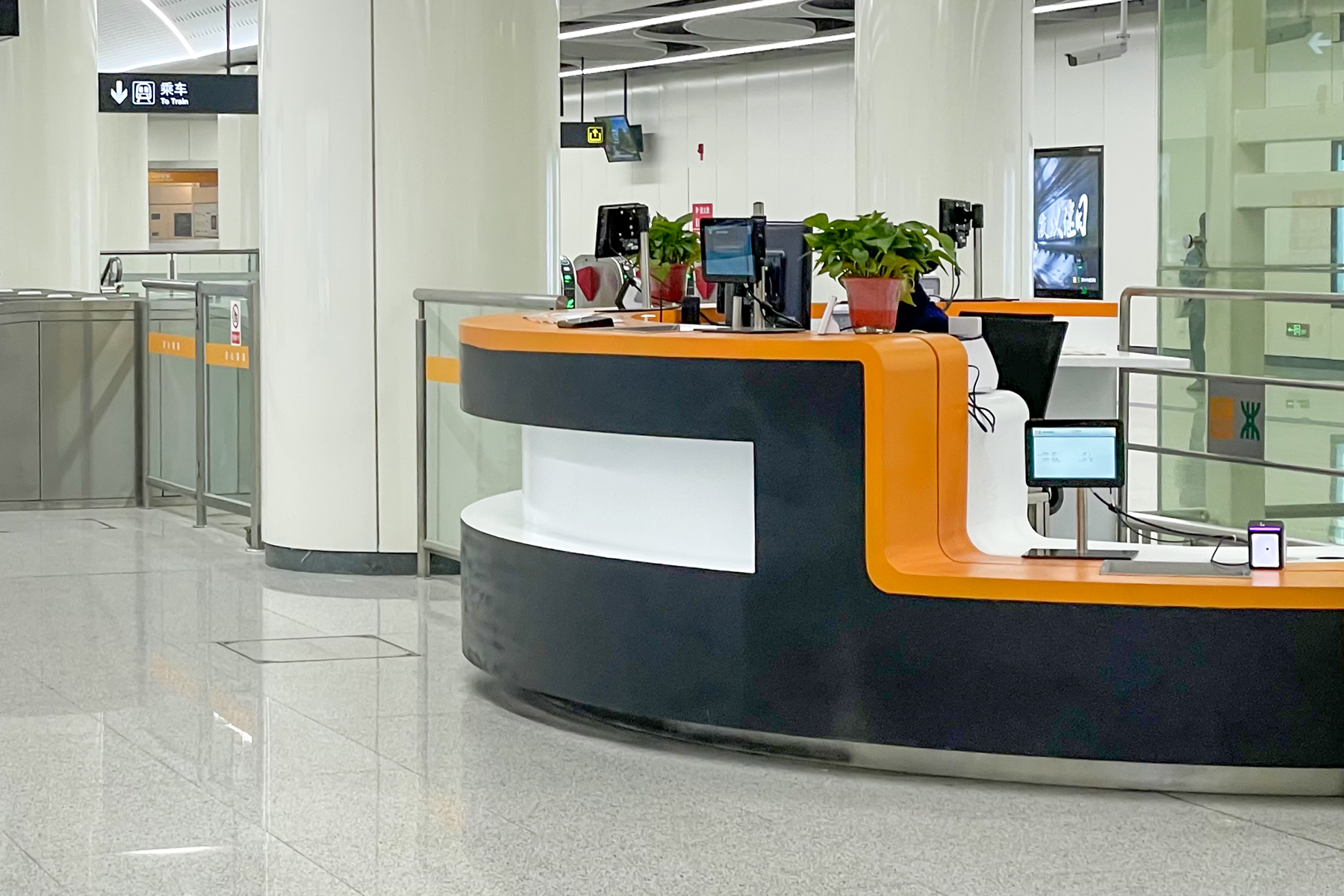
3号线站厅内的客服中心
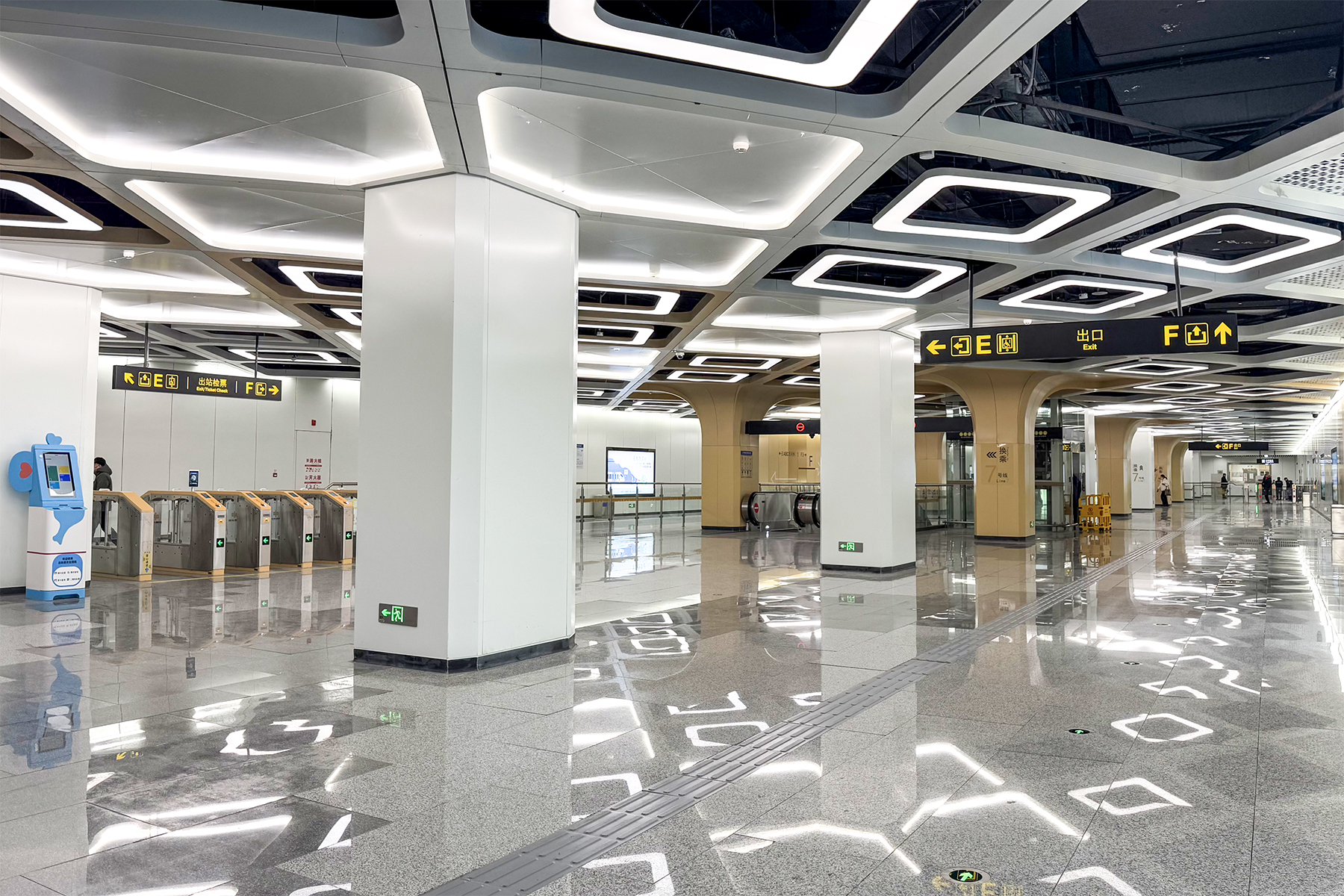
7号线站厅
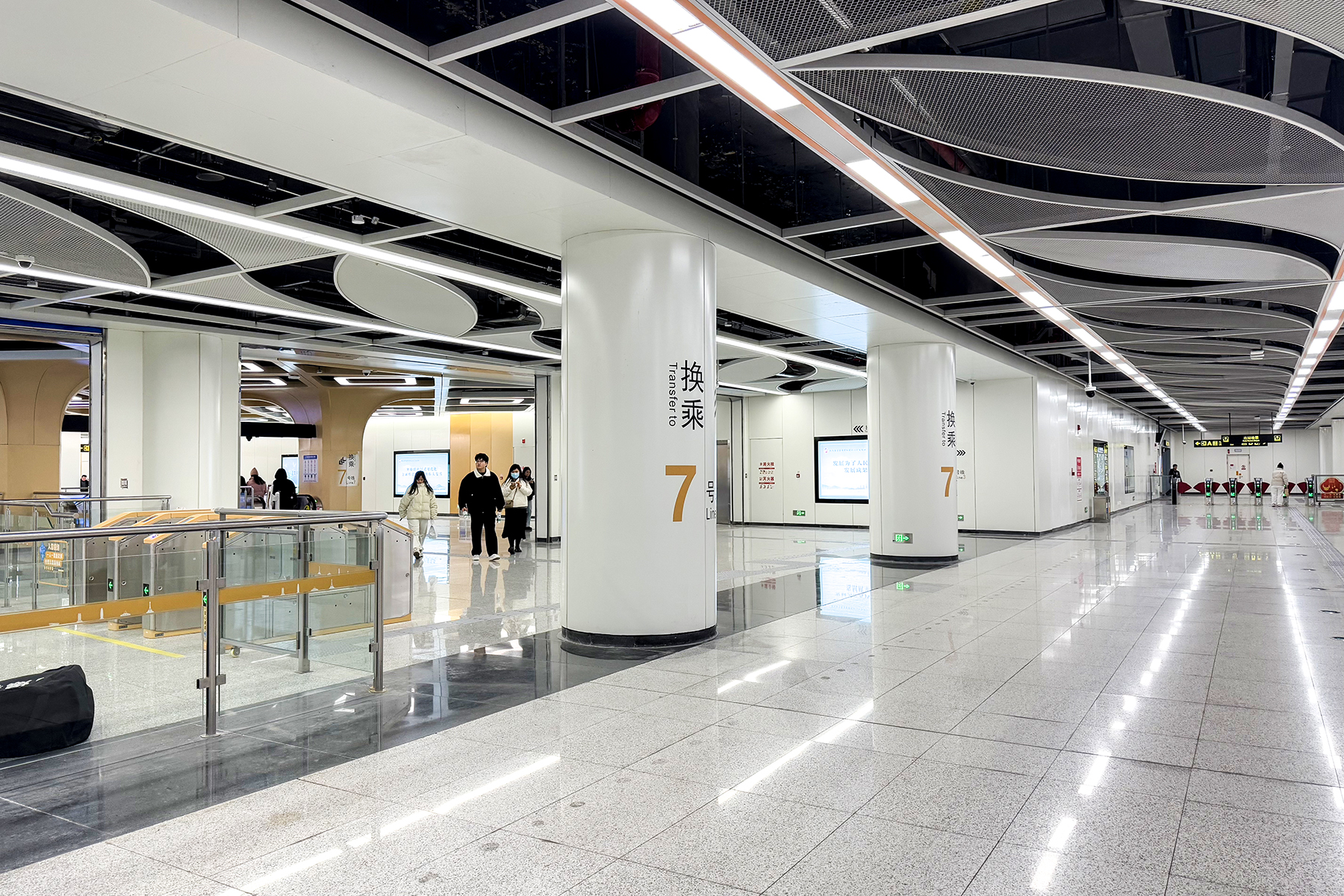
3号线站厅与7号线站厅连接处

### 站台
大石桥站的3号线车站和7号线车站各设一座岛式站台，均安装有高站台门。3号线站台位于B2层，呈西北-东南向，西南侧站台面由滨河新城南方向列车的使用，东北侧站台面由省体育中心方向列车的使用。
7号线站台位于B3层，呈东北-西南向，西北侧站台面由南岗刘方向列车的使用，东北端设女卫生间，东南侧站台面由东赵方向的列车使用，东北端设男卫生间。在3号线站台中部设有步梯换乘通道，连接7号线站台西南端，形成T形换乘节点。

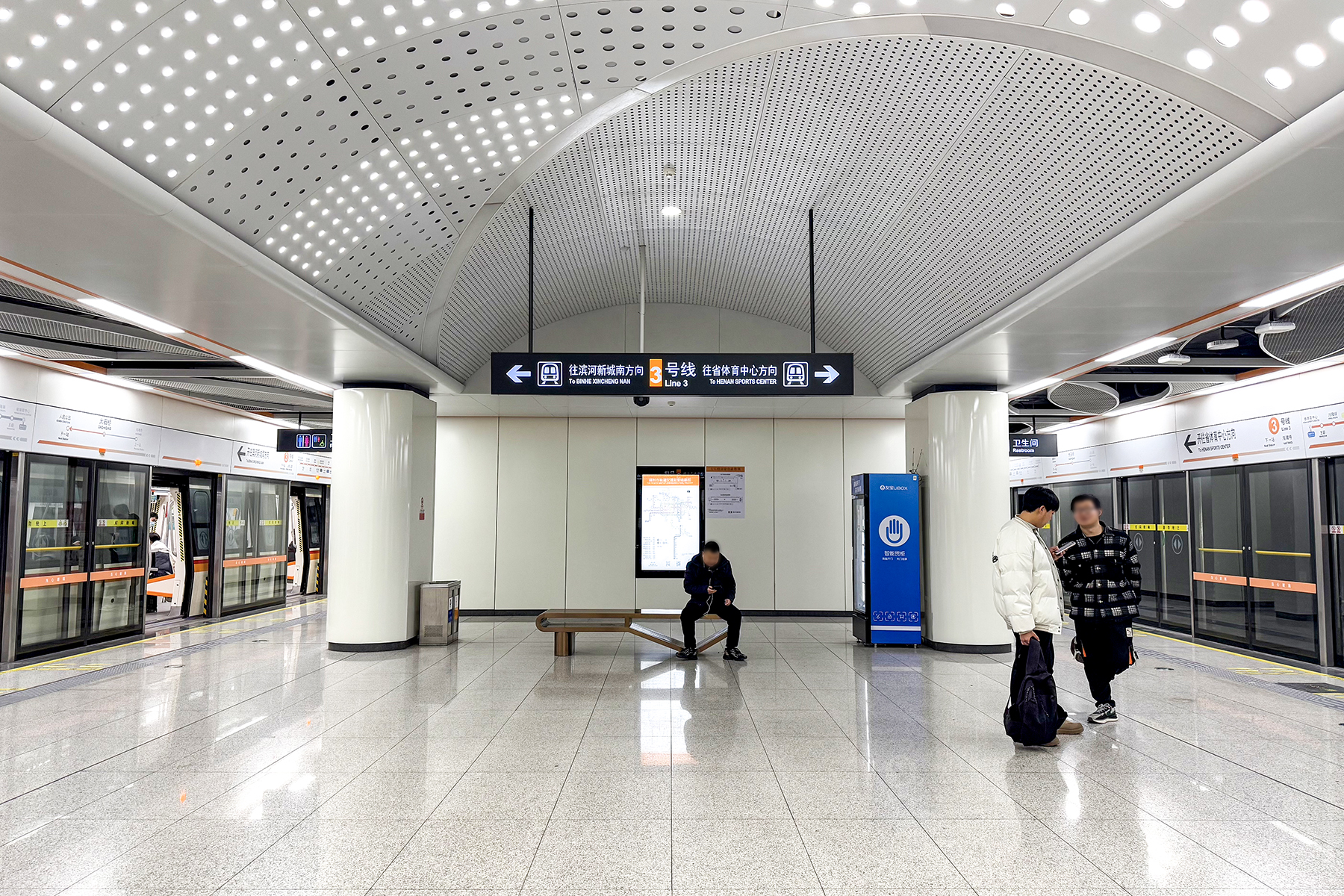
3号线站台
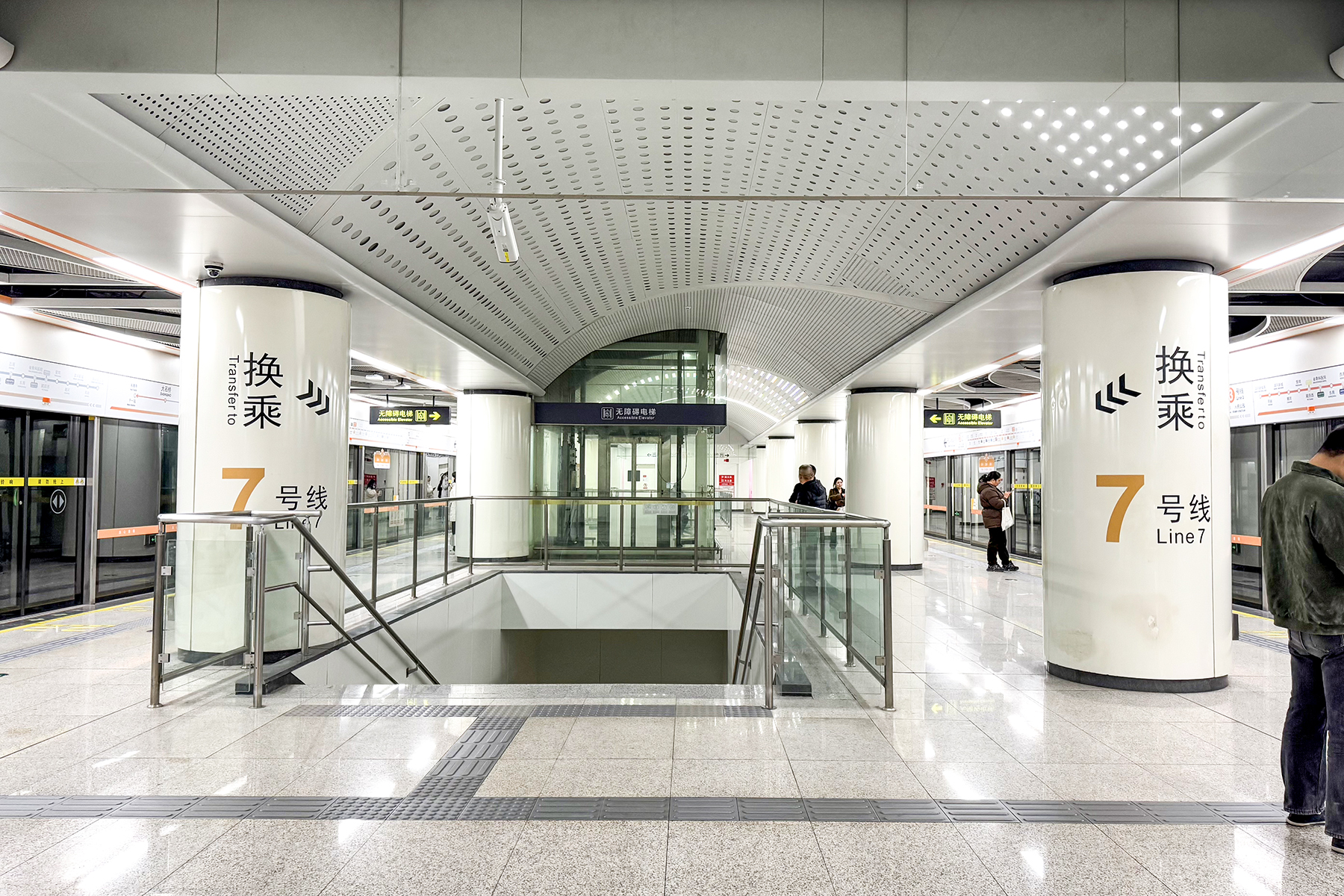
3号线站台中部的换乘楼梯
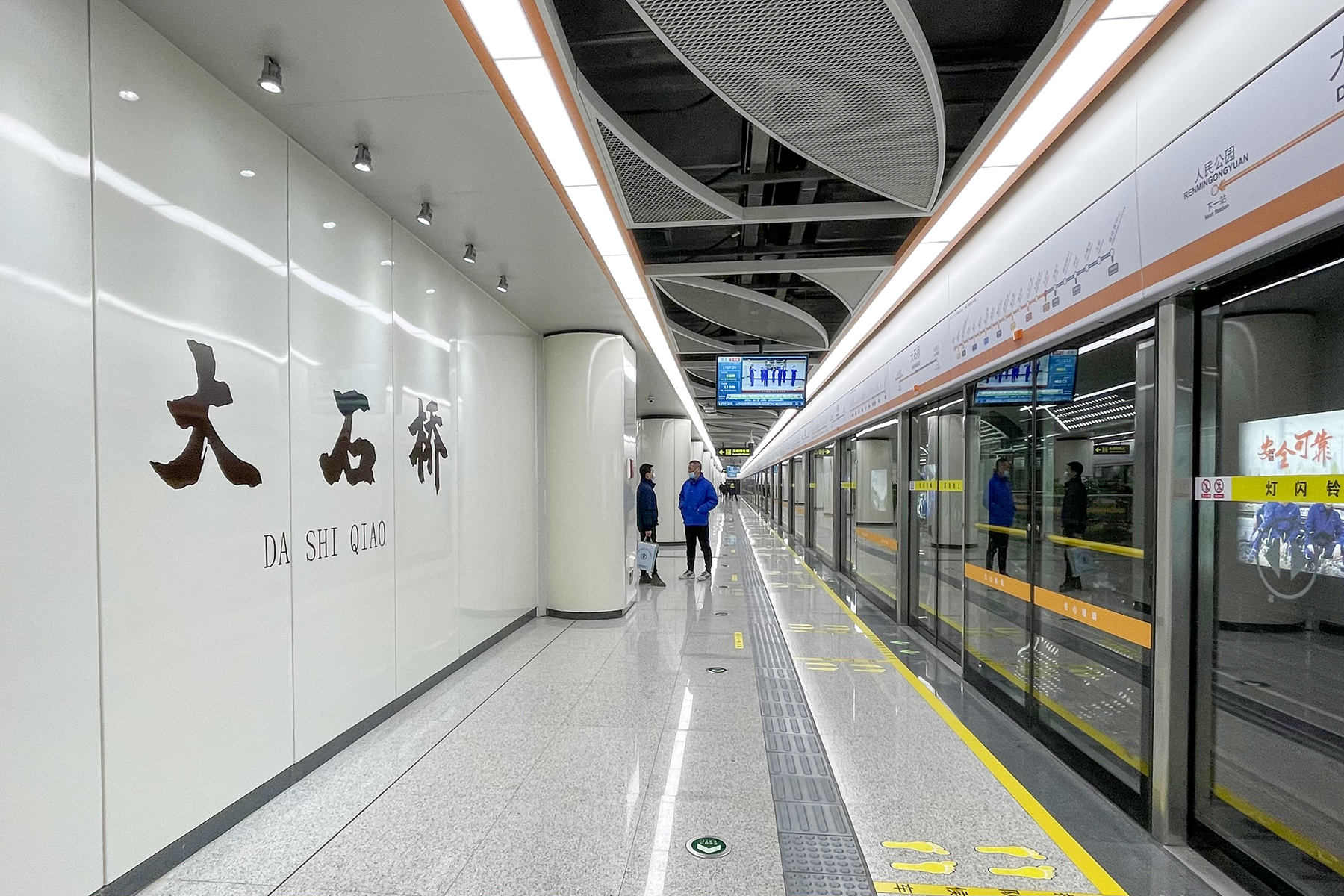
3号线站台上的站名大字壁，采用印刷体

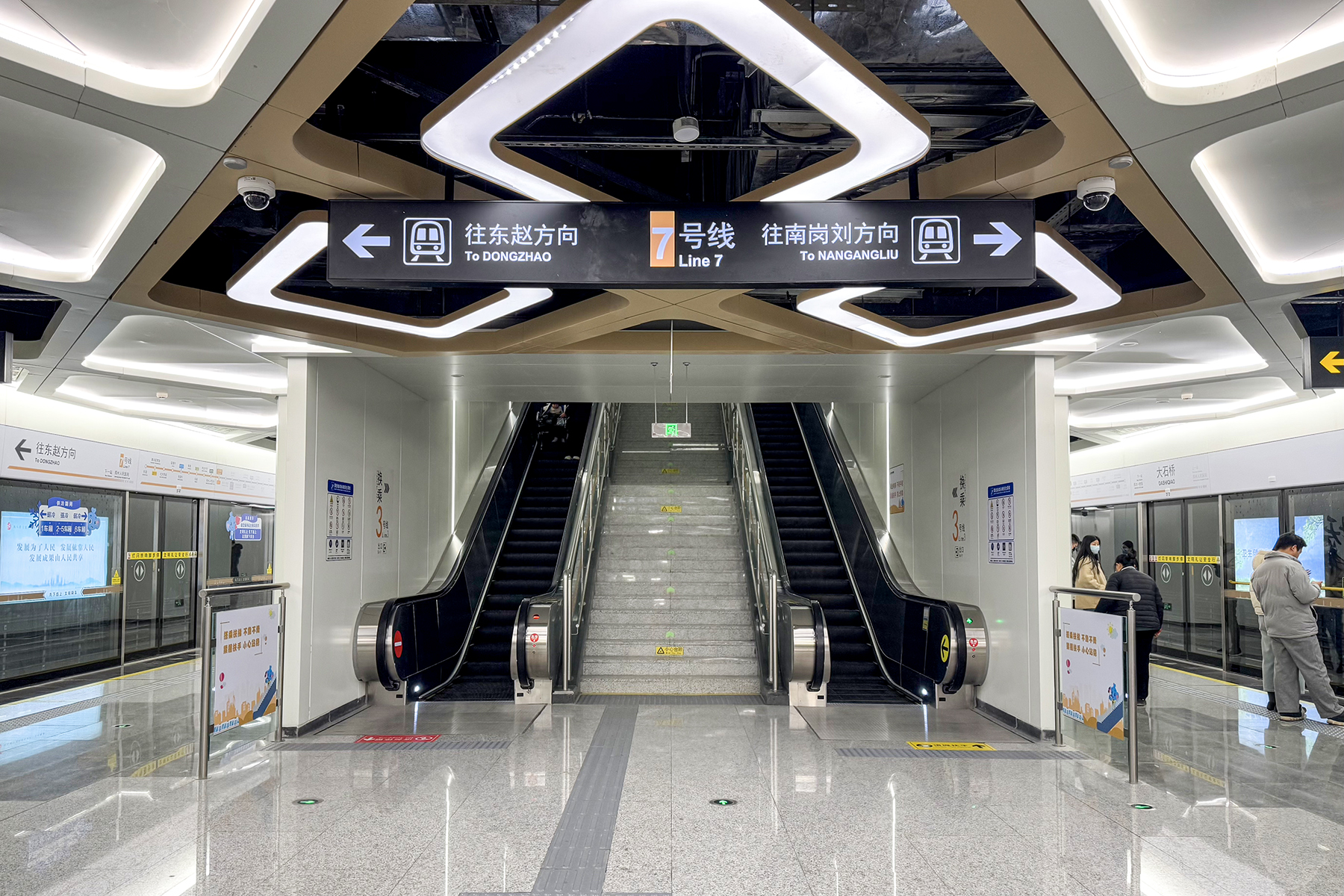
7号线站台
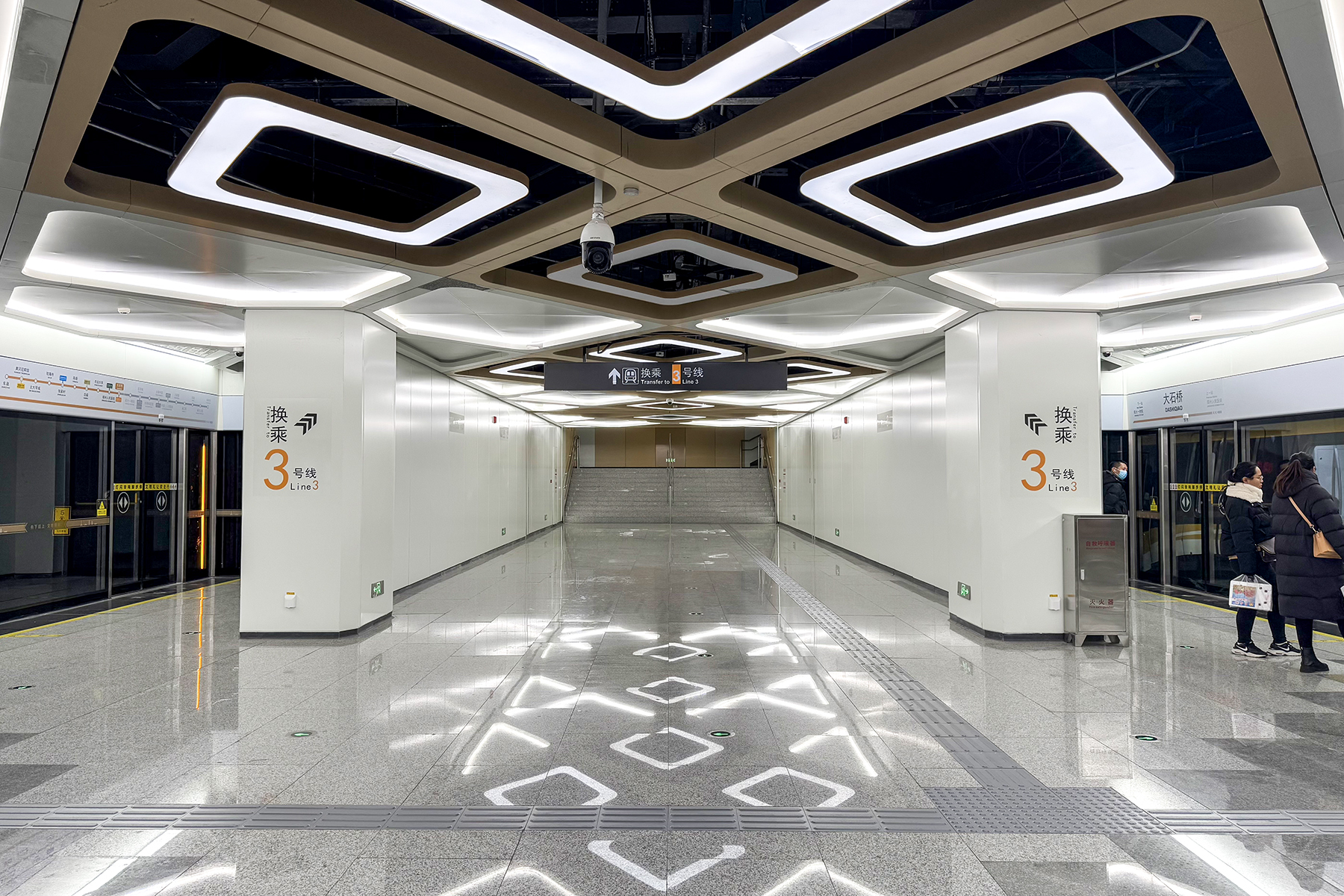
7号线站台西端的换乘通道口
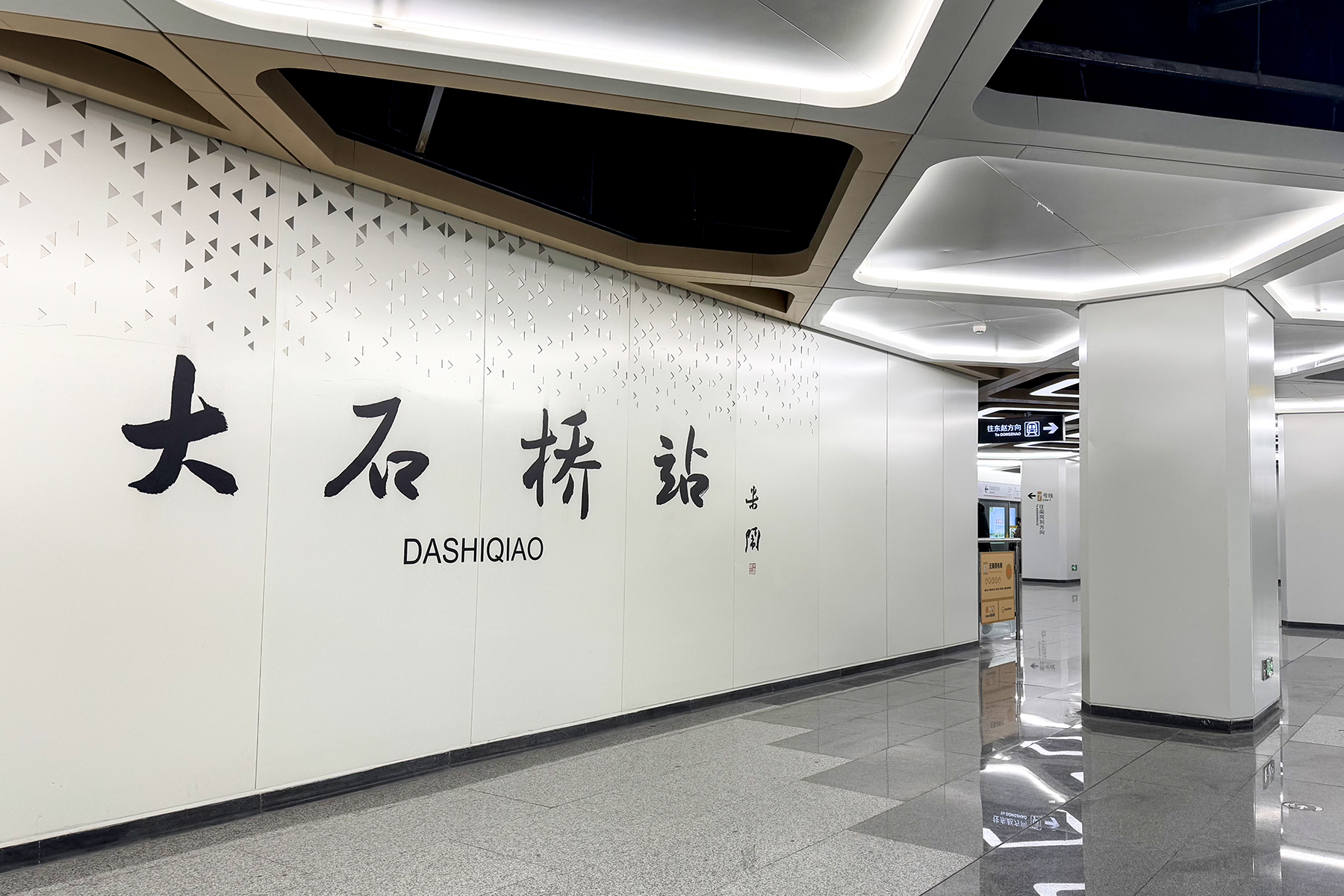
7号线站台上的站名大字壁

### 出入口
大石桥站已开通5个出入口，A-C口连接地面和3号线站厅的非付费区，E、F口连接地面和7号线站厅的非付费区。其中A口位于大石桥立交桥东北角的绿地内，B口分为B1口和B2口，分别位于金水路的北侧和南侧，F口分为F1口和F2口，和E口均位于石桥东里北侧，B1口和E口设有无障碍电梯。
该站已开通的各出入口信息如下表所示。
| 金水路大石桥 | 金水路大石桥     | 金水路大石桥 | 金水路大石桥     | 金水路大石桥  |
| 编号         | 路线             | 路线         | 路线             | 备注          |
| ------------ | ---------------- | ------------ | ---------------- | ------------- |
| 34           | 通达路西四环     | ⇆            | 火车站北港湾     |               |
| G63          | 八卦庙公交站     | ⇆            | 中州大道农业路   |               |
| G69          | 北三环中州大道站 | ⇆            | 建设路三官庙     |               |
| 70           | 省体育中心       | ⇆            | 火车站西广场     |               |
| G86          | 经南五路公交站   | ⇆            | 建设路国棉六厂   |               |
| G102         | 伏牛路电器厂     | ⇆            | 中州大道广电南路 | 曾为无轨电车  |
| 104          | 紫荆山金水路西   | ⇆            | 建设路国棉六厂   | 曾为无轨电车  |
| G900         | 陇海路洛达庙     | ⇆            | 经三路广电南路   | 原K9路        |
| K901         | 西三环化工路     | ⇆            | 郑州东站         |               |
| G904         | 紫玉路公交站     | ⇆            | 北三环文化路     | 原904路、T4路 |
| G919         | 郑州东站         | ⇆            | 西三环中原路     |               |
| B67          | 金柏路公交站     | ⇆            | 紫荆山金水路西   |               |
| Y13          | 郑州东站         | ⇆            | 医学院           | 夜间服务      |
| Y21          | 佛岗村公交站     | ⇆            | 紫荆山人民路     | 夜间服务      |
| Y22          | 中原路西三环     | ⇆            | 紫荆山金水路西   | 夜间服务      |
| Y35          | 王屋路公交站     | ⇆            | 紫荆山金水路西   | 夜间服务      |

| 金水路大石桥 | 金水路大石桥     | 金水路大石桥 | 金水路大石桥     | 金水路大石桥  |
| 编号         | 路线             | 路线         | 路线             | 备注          |
| ------------ | ---------------- | ------------ | ---------------- | ------------- |
| 34           | 通达路西四环     | ⇆            | 火车站北港湾     |               |
| G63          | 八卦庙公交站     | ⇆            | 中州大道农业路   |               |
| G69          | 北三环中州大道站 | ⇆            | 建设路三官庙     |               |
| 70           | 省体育中心       | ⇆            | 火车站西广场     |               |
| G86          | 经南五路公交站   | ⇆            | 建设路国棉六厂   |               |
| G102         | 伏牛路电器厂     | ⇆            | 中州大道广电南路 | 曾为无轨电车  |
| 104          | 紫荆山金水路西   | ⇆            | 建设路国棉六厂   | 曾为无轨电车  |
| G900         | 陇海路洛达庙     | ⇆            | 经三路广电南路   | 原K9路        |
| K901         | 西三环化工路     | ⇆            | 郑州东站         |               |
| G904         | 紫玉路公交站     | ⇆            | 北三环文化路     | 原904路、T4路 |
| G919         | 郑州东站         | ⇆            | 西三环中原路     |               |
| B67          | 金柏路公交站     | ⇆            | 紫荆山金水路西   |               |
| Y13          | 郑州东站         | ⇆            | 医学院           | 夜间服务      |
| Y21          | 佛岗村公交站     | ⇆            | 紫荆山人民路     | 夜间服务      |
| Y22          | 中原路西三环     | ⇆            | 紫荆山金水路西   | 夜间服务      |
| Y35          | 王屋路公交站     | ⇆            | 紫荆山金水路西   | 夜间服务      |

| 南阳路大石桥 | 南阳路大石桥     | 南阳路大石桥 | 南阳路大石桥   | 南阳路大石桥  |
| 编号         | 路线             | 路线         | 路线           | 备注          |
| ------------ | ---------------- | ------------ | -------------- | ------------- |
| G78          | 森林湖公交站     | ⇆            | 航海路中州大道 |               |
| 91           | 毛庄蔬菜批发市场 | ⇆            | 火车站北港湾   |               |
| 100          | 腊梅路公交站     | ⇆            | 紫荆山人民路   | B2路支线      |
| G904         | 紫玉路公交站     | ⇆            | 北三环文化路   | 原904路、T4路 |
| B20          | 花园路刘庄       | ⇆            | 火车站北港湾   | 原39路        |
| Y8           | 省体育中心       | ⇆            | 火车站北港湾   | 夜间服务      |
| 游16         | 黄河文化公园     | ⇆            | 火车站北港湾   |               |

| 南阳路大石桥 | 南阳路大石桥     | 南阳路大石桥 | 南阳路大石桥   | 南阳路大石桥  |
| 编号         | 路线             | 路线         | 路线           | 备注          |
| ------------ | ---------------- | ------------ | -------------- | ------------- |
| G78          | 森林湖公交站     | ⇆            | 航海路中州大道 |               |
| 91           | 毛庄蔬菜批发市场 | ⇆            | 火车站北港湾   |               |
| 100          | 腊梅路公交站     | ⇆            | 紫荆山人民路   | B2路支线      |
| 205          | 民航花园公交站   | ⇆            | 大石桥         |               |
| G904         | 紫玉路公交站     | ⇆            | 北三环文化路   | 原904路、T4路 |
| B20          | 花园路刘庄       | ⇆            | 火车站北港湾   | 原39路        |
| Y8           | 省体育中心       | ⇆            | 火车站北港湾   | 夜间服务      |
| 游16         | 黄河文化公园     | ⇆            | 火车站北港湾   |               |

## 历史
大石桥站的3号线车站于2020年12月26日随3号线的开通而启用。7号线车站由中建五局河南公司承建，于2021年10月封顶，2024年12月29日，7号线开通后成为3号线与7号线的换乘站。